# حريث بن زيد
حريث بن زيد بن عبد ربه بن ثعلبة الخزرجي الأنصاري صحابي جليل من قبيلة الخزرج من الأنصار شهد مع النبي محمد ﷺ غزوة بدر وغزوة أحد.